# Токијски процес
Токијски процес је суђење јапанским војним и политичким руководиоцима који су починили злочине у Азији пре и током Другог светског рата. Суђење је трајало од 29. априла 1946. до 12. новембра 1948. Оптужено је 28 људи, а судиле су судије из једанаест земаља. Док је процес у Нирнбергу праћен у целом свету са великим интересовањем и док је после тога остао предмет расправа због новина које су тада уведене у правосуђу, процес у Токију остао је углавном незапажен у јавности. Злочини за које су били осуђени јапански државници и војни руководиоци били су мање спектакуларни од злочина које је починило руководство Нацистичке Немачке.

## Судије и оптужени
Као судије наступили су представници једанаест земаља које су биле у рату са Јапаном: 
- председник сер Вилијем Веб из Аустралије
- Едвард Стјуарт Макдугал из Канаде
- Ју Ао Меи из Кине
- Лорд Патрик из Уједињеног Краљевства
- Анри Бернар из Француске
- Радхабинод Пал из Индије
- Берт Релинг из Холандије
- Харви Норткрофт са Новог зеланда
- Делфин Јаранила са Филипина
- И. М Зарајанов из Совјетског Савеза
- Мајрон Крејмер из Сједињених Америчких Држава

Било је двадесет и осам оптужених:
- премијери: Хиранума Киичиро, Хирота Коки и генерал Тоџо Хидеки
- министар: Араки Садао, маршал Хата Шунроку, Хошино Наоки, генерал Итагаки Сеиширо, Каја Окинори, Кидо Коичи (касније чувар државног печата), генерал Коисо Куинаки, Мацуока Јосуке, генерал Минами Ђиро, адмирал Шимада Шигетаро, Сузуки Теиичи, Того Шигенори
- амбасадори: Ошима Хироши и Ширатори Тошио
- генерали: Доихара Кенџи, Хашимото Кингоро, Кимура Хеитаро, Мацуи Ивано, Муто Акира, Сато Кенрио, Умезу Јошиџиро
- адмирал: Ока Такасуми
- писац: Окава Шумеи

## Одбрана
Сви оптужени су имали јапанске адвокате. Када се указала потреба за адвокатима који боље познају ову врсту процеса суд је наредио да оптужени морају да имају и адвокате који нису били Јапанци. Свима је додељен и по један амерички адвокат са изузетком Хошина који то није прихватио. Две врсте адвоката искомпликовала су процес јер су се њихова становишта и циљеви разликовали. Јапанским адвокатима као и окривљенима било је најважније да остане нетакнута част Јапана и цара. Амерички браниоци су били много агресивнији и имали су на уму само интересе својих клијената.

### Аргументи одбране
Вероватно је, посебно у азијском свету, постојало више сумњи у оправданост или неоправданост јапанских поступака, као и о праву да се такви поступци осуде. Јапан је свој став бранио страхом од пораста снаге Комунистичке партије Кине и заузео је становиште да је само јапанска интервенција спречила да Кина у потпуности не постане комунистичка. Тврдили су онда да би и Јапан постао комунистички а то су агресијом на Кину хтели да спрече.
Други аргумент јапанске одбране био је парола Азија Азијатима. Тако су рат хтели да представе као борбу против колонијалног система у Азији. Први разлог се у првим годинама након рата није узимао нарочито озбиљно. Међународни војни суд за Далеки исток је одлуком већине одбацио страх од совјетског или кинеског комунизма као општи елемент за одбрану сматрајући га ирелевантним. Касније у раздобљу Хладног рата о томе се наравно другачије мислило.
Други разлог мора да се свиђао многим Азијатима. То се на пример огледало и у формирању једне индијске армије која се свесно и добровољно борила на страни Јапана. У сваком случају рат на југоистоку Азије уздрмао је колонијални систем који ће се убрзо после рата распасти.

## Процес
Процес је трајао од 29. априла 1946. до 12. новембра 1948. године. Материјал са заседања процеса износи 49.858 докумената. Суд је прихватио 4.336 докумената као доказни материјал и саслушао 419 сведока.
Суд није дошао до једногласне одлуке. На почетку процеса су се деветорица судија који су тада били присутни договорили да ће се пресуда одлучити већином а да супротна мишљења неће бити објављена. Када је судијско веће проширено судијама из Индије и са Филипина испоставило се да Индијац Пал инсистира на томе да може да се изнесе неслагање што је касније и чинио. Зато је и за остале судије постало неизбежно да износе неслагања. Осуде и неслагања износе 2.858 страна. Процес и осуде засноване су на повељи коју је 19. јануара 1946. издао генерал Даглас Макартур. Он је и установио Међународни војни суд за Далеки исток да би се спровела декларација из Потсдама и Акт о капитулацији у којима је инсистирано на строгом кажњавању ратних злочинаца.
Неке одредбе из повеље разликовали су се од оне из Нирнберга. Тако је нешто пред почетак процеса Повеља још једном измењена: из описа злочина против човечности избрисано је да морају да буду уперени на цивилно становништво. Циљ је наиме био да се казне масовна убиства војника током рата. Оптужена је спољна политика Јапана 1928. године до капитулације као и понашање Јапана током рата. Оптужница је садржала 55 оптужби сврстаних у три групе (злочин против мира, ратни злочини, злочини против човечности).
У прву групу је спадало стварање завере, припрема, започињање и вођење рата. У другу: убиства, нарочито убијања у неправедном рату и у супротности са нормама ратног права (и други конвенционални ратни злочини). У трећу су спадали злочини против човечности (злостављање, убијање цивила итд).
У једном анексу Повеље су у 10 одељака наведени детаљи, у другом анексу су набројани параграфи уговора који су били прекршени као и обећања која Јапан није одржао. Ближи детаљи дати су о трећој групи злочина и ту је набројано у каквим је злочиначким акцијама сваки од оптужених учествовао. Баш зато што је почетак био завера која се претворила у рат на Пацифику гранични инциденти као што су битка на Халкин Голу (1939) и на Казанском језеру (1938) оквалификовани су као ратови против Совјетског Савеза.
Правилно се каже да оцена о тако комплексној целини догађаја једва може да се да у једном процесу па макар овај трајао и неколико година. Такође је питање да ли је могуће да се избегне једностраност ако једна страна поседује сва оптужујућа документа и њих самостално одабира.

## Пресуде
Мацуока Јосуке и Нагано Осами су умрли у току процеса. Окава Шумеи је проглашен умоболним а недељу дана после извршења смртних казни отпуштен је као излечен. Доихара Кенџи, Хирота Коки, Итагаки Сеиширо, Кимура Хеитаро, Мацуи Иване, Муто Акира и Тојо Хидеки су погубљени. Того Шигенори је осуђен на двадесет а Шигемицу Маморо на седам година робије док су остали осуђени на доживотну робију.

## Критике процеса
Повећању сумњи у оправданост Токијског процеса допринеле су и атомске бомбе бачене на Хиришиму и Нагасаки. По важећем ратном праву цивилно становништво није смело да буде ратни циљ. Многи Јапанци, али и многи други питали су се да ли неко има право да Јапану пребаци ратне злочине после атомског бомбардовања и систематских ваздушних напада на демографске центре при којима је често у само једној ноћи гинуло и 100.000 људи.
Неки су због тога делили мишљење једног америчког официра на високом положају у Мекартуровом штабу: „Овај процес је највеће лицемерство у историји човечанства!“ Можда је нешто од овога допринело да процес у Токију привуче мало пажње.
По повељи процес је морао да буде правичан. Остаје питање да ли је то могуће после рата у коме је спровођена неограничена пропаганда у којој су осећања мржње и потцењивања била систематски потпиривана. Сигурно је неправилно ако се каже да је ова врста процеса служила да би се победнику пружила могућност да обистини своју ратну пропаганду. Али на одлуку је тада сигурно утицало и тренутно расположење. Ту и тако се и те како вршио притисак. Што више земаља представља међународни суд ове опасности се смањују. Могућност улепшавања историјских чињеница се смањује јер једни другима то не дозвољавају. 
Совјетска суђења за ратне злочине у Хабаровскуу од 25-30. новембра 1949. су типичан пример процеса где није било таквих корекција. Сматрало се да је дат доказ да је цар издао директне наредбе за употребу бактериолошког оружја против Кине. Из стеченог искуства се види да је пожељно да учествују и судије из неутралних земаља па чак и судија из побеђене земље јер би он имао коригујући утицај.
У Повељи је записано и неколико правила која би требало да обезбеде правичност поступка. Било је у Јапану сумњи да ли ће се оптуженима дати могућност на правичну одбрану. Таква сумња могла је да никне када се испоставило да су наредбе Врховног команданта савезничких снага редовно биле мотивисане чињеницом да је Јапан водио агресивни рат (чињеницу коју је међународни суд тек требало да утврди). Познати амерички часопис допринео је збрци тврдећи: „Даћемо им правичан процес, а затим ћемо их обесити!“

## Значај
Освртање на грешке у процесу и указивање на његове слабе стране не значи да се процесу се не одузима његова историјска и правна вредност. Та вредност је у томе што је индивидуална одговорност за отпочињање рата и за злочине у току рата заувек прихваћена као начело. Нирнберг и Токио су неизбрисиви узори.
У чему је посебан допринос процеса у Токију? Можемо да то посматрамо са две тачке гледишта: кад се ради о злочину против мира и када је у питању ратни злочин. Давањем могућности да се изричу казне за агресиван рат појављује се значајно питање: докле допире одговорност? У Нирнбергу се судило диктаторском режиму у којем је врло мала група људи одређивала и водила политику. У Токију такође није постојао демократски режим. Влада се одликовала многим карактеристикама војне диктатуре. Али се ипак није радило о затвореном систему. Ресори су заступали различита схватања. Зато су постојале јасне разлике између војних и цивилних министара. Зато је и могло да се догоди да један цивил пре рата ступи у кабинет као министар спољних послова са циљем да спречи избијање рата (Того) док је његов колега за време рата хтео да што пре дође крај борбама (Шигемицу).
Отуда произилази питање: постоји ли неко ко је био члан ратног кабинета и тиме био крив за рат? Где лежи граница за кривично-правну одговорност? Исто питање може да се односи и на високе цивилне ауторитете као за чувара царског печата Кидоа, директног царевог саветника, и за високе војне старешине као што је маршал сувоземних снага Хата који је био врховни командант али се није упуштао у спољну политику. Да ли је врховни командант који је своју функцију вршио у неправедном рату може бити оптужен за злочин против мира. Потврдан одговор на ово питање повлачи за собом захтев да се војници мешају у спољну политику и то у већој мери него само као саветодавци у стратешким питањима. Може се поставити питање да ли би такво становиште било погодно за мир.
Са друге тачке гледишта процес је још важнији. У Нирнбергу се радило о једној до краја злочиначкој влади која је са највишег места издавала наредбе за чињење ратних злочина. Зато се у Нирнбергу судило или директним извршиоцима злочина или директним налогодавцима. Није постављано питање личне одговорности због неуспеха у спречавању систематских злочина. Ради се о кривичном делу из нехата када се испостави да су систематски вршени злочини иако је човек на одговарајућем положају могао да их спречи.
Колико далеко се пружа ова одговорност? То питање било је важно у Токију где готово да није могло бити говора о централно издатим, неоспорно злочиначким наредбама.
То питање је већ било значајно у процесу у Манили где је било суђено генералу Јамашити који је осуђен на смрт због нехата. Жалбу против ове осуде амерички Врховни суд је одбио наводећи да би се тиме створио опасан преседан који би могао да има далекосежне последице и за неког будућег америчког председника, његове војне руководиоце и саветнике. Пресуда из Токија детаљно образлаже одговорност за нехат при могућности да се спрече злочини. Линија одговорности за министре иностраних послова, Генералштаб и главнокомандујуће јасно је повучена што процесу у Токију даје ванредан значај.